# Грядівська сільська рада (Жовківський район)
| Грядівська сільська рада — орган місцевого самоврядування у Жовківському районі Львівської області з адміністративним центром у с. Гряда. Історична дата утворення: в 1994 році. Водоймища на території, підпорядкованій даній раді: річка Млинівка. Сільській раді підпорядковані населені пункти: - с. Гряда - с. Воля-Гомулецька |

## Склад ради
Рада складається з 16 депутатів та голови.

### Керівний склад ради
| ПІБ                          | Основні відомості                                                 | Дата обрання | Дата звільнення |
| ---------------------------- | ----------------------------------------------------------------- | ------------ | --------------- |
| Дикий Роман Іванович         | Сільський голова, 1948 року народження, освіта, безпартійний      | 26.03.2006   | 01.02.2008      |
| Василина Михайло Ярославович | Сільський голова, 1968 року народження, освіта, безпартійний      | 01.06.2008   | 31.10.2010      |
| Василина Михайло Ярославович | Сільський голова, 1968 року народження, освіта вища, безпартійний | 31.10.2010   |                 |

Примітка: таблиця складена за даними джерела